# بيلي بورتر (ممثل)
بيلي بورتر (بالإنجليزية: Billy Porter)‏ هو مغني وممثل أمريكي، ولد في 21 سبتمبر 1969 في بيتسبرغ في الولايات المتحدة. من الجوائز التي نالها جائزة توني وجائزة غرامي سنة 2013.

## أعمال

### مسلسلات
- يشير إلى

## جوائز
- جائزة توني عن فئة أفضل ممثل في مسرحية موسيقية [الإنجليزية]‏ (2013)
- Grammy Award for Best Musical Theater Album [الإنجليزية]‏ (2014)
- جائزة إيمي برايم تايم عن فئة الأداء المبهر لممثل رئيسي في مسلسل درامي [الإنجليزية]‏، عن عمل: يشير إلى (2019)

## وصلات خارجية
- الموقع الرسمي
- بيلي بوتر على موقع IMDb (الإنجليزية)
- بيلي بوتر على موقع روتن توميتوز (الإنجليزية)
- بيلي بوتر على موقع ألو سيني (الفرنسية)
- بيلي بوتر على موقع ميوزك برينز (الإنجليزية)
- بيلي بوتر على موقع أول موفي (الإنجليزية)
- بيلي بوتر على موقع قاعدة بيانات برودواي على الإنترنت (الإنجليزية)
- بيلي بوتر على موقع أول ميوزيك (الإنجليزية)
- بيلي بوتر على موقع ديسكوغز (الإنجليزية)
- بيلي بوتر على موقع قاعدة بيانات الفيلم (الإنجليزية)
- بيلي بوتر على موقع كينوبويسك (الروسية)